# Jacob Bigelow
Jacob Bigelow (27 de febrero de 1787, Sudbury, Massachusetts - 10 de enero de 1879, Boston) fue un médico, arquitecto, zoólogo y botánico estadounidense. Arquitecto del cementerio de Mount Auburn en Cambridge (Massachusetts), y padre del médico Henry Jacob Bigelow.

## Biografía
Bigelow nació en Sudbury (Massachusetts), el 27 de febrero de 1787 (algunas fuentes sitúan su nacimiento en 1786).
Obtiene el grado de Bachiller de Artes en la Universidad Harvard en 1806, comenzando los estudios de medicina con John Gorham (1783-1829). En 1808, Bigelow entra a la Universidad de Pensilvania donde se gradúa de Doctor en medicina en 1810. Para esa época, estudia con Benjamin Smith Barton (1766-1815) quien lo inicia en la botánica.
En 1817, se casa con Mary Scollay. Bigelow comienza a practicar la medicina en Boston. Hacia 1812, estudia botánica en Harvard, en la cátedra de William Dandridge Peck (1763-1822).
En 1815, comienza a enseñar botánica médica en la Escuela de Medicina de Harvard. Y de 1826 a 1827, Bigelow enseña mecánica también en Harvard.
De 1847 a 1863 preside la "Academia Estadounidense de las Artes y las Ciencias". Comienzan sus trabajos sobre las serpientes.
Cementerio de Mount Auburn

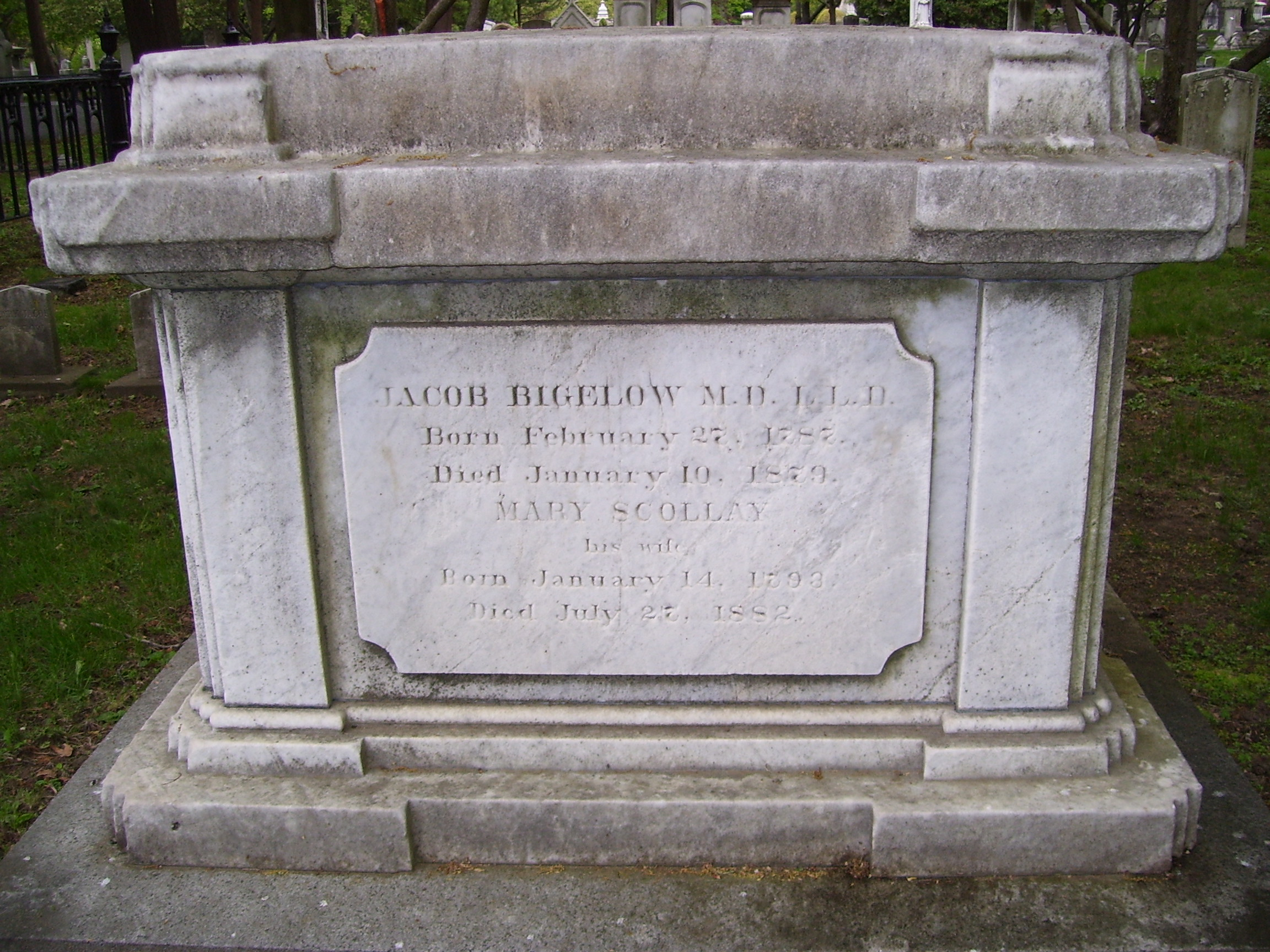
Tumba de Jacob Bigelow en el cementerio de Mount Auburn

Bigelow tuvo la idea de establecer un cementerio en Mount Auburn (Cambridge, Massachusetts) ya en 1825, adquiriéndose los terrenos necesarios cinco años después. Estaba preocupado por la insalubridad de los enterramientos bajo las iglesias, así como por el problema del agotamiento del espacio disponible. Con la ayuda de la Sociedad de Horticultura de Massachusetts, intervino activamente en la fundación y en el diseño arquitectónico y paisajístico del primer cementerio campestre ajardinado de los EE. UU., con una superficie de 70 acres (280.000 m²).
Bigelow murió el 10 de enero de 1879 y fue enterrado en el cementerio de Mount Auburn.

## Crítica a Benjamín Rush y a la "Medicina Heroica"
Bigelow se dio a conocer también por cuestionar la eficacia de las terapias utilizadas por entonces. Publicó un libro titulado Discurso sobre las enfermedades autolimitadas, donde criticaba la lealtad ciega de los médicos a las drogas y a las intervenciones que estaban incluidas en las prácticas de la denominada "medicina heroica". Para fundamentar sus ideas, Bigelow escribió acerca de cómo los resultados entre los pacientes sin ningún tratamiento y los tratados con "terapias heroicas", eran similares. Bigelow ayudó a formar un nuevo núcleo conceptual alrededor del cual la ortodoxia médica pudo comenzar a redefinirse.

## Algunas publicaciones
- 1814a. An introduction to physiological & systematical botany
- 1814b . Florula Bostoniensis, 1ª ed.
- 1817-1820. American Medical Botany, 1-3 vols.
- 1824. Florula bostoniensi, 2ª ed.
- 1829. Elements of Technology
- 1854. Nature in Disease
- 1855. Eolopoesis
- 1860. History of Mount Auburn
- 1865. On the Limits of Education
- 1867. A Brief Exposition of Rational Medicine
- 1867. The Paradies of Doctors, a Fable
- 1867. Modern Inquiries
- 1867. Remarks on Classical Studies

## Honores

### Epónimos
Género
- Bigelowia DC. de la familia Compositae

Especies, principalmente Compositae, llevan el epíteto bigelowii

## Abreviatura (zoología)
La abreviatura Bigelow  se emplea para indicar a Jacob Bigelow como autoridad en la descripción y taxonomía en zoología.

## Fuente
- Biografía del Herbario Harvard University